# Нуру-д-дин аль-Хайсами
Абу аль-Хасан Нуру-д-дин Али ибн Абу Бакр ибн Сулейман аль-Хайсами (араб. أبو الحسن نور الدين علي بن أبي بكر بن سليمان الهيثمي‎;
1335 г. — 1404 г.) — исламский богослов, правовед шафиитского мазхаба.

## Биография
Жил в Каире. У отца которого был магазин на пустынной дороге. Аль-Хайсами родился в месяц раджаб в 735 году по хиджре, что соответствует 1335 году. Он выучил наизусть Коран когда был подростком. Был учеником очень известного знатока хадисов Абду-р-Рахима ибн аль-Хусейна ибн Абду-р-Рахмана, более известного как Зайну-д-дин аль-Ираки.
Аль-Хайсами стал верным соратником аль-Ираки, оставаясь с ним всё время, неразлучно путешествуя с ним. Вместе с ним он посещал научные кружки в Каире, других городах Египта, Мекке, Медине, Иерусалиме, Дамаске, Баальбаке, Алеппо и т. д. Единственным учителем, под руководством которого аль-Хайсами обучался без участия аль-Ираки, был Ибн Абд Аль-Хади, от которого он услышал Сахих имама Муслима. С другой стороны, Аль-Ираки слушал хадисы только от четырёх учителей без участия аль-Хайсами.
Аль-Ираки, который был всего на десять лет старше аль-Хайсами, был выдающимся знатоком хадисов. Аль-Хайсами также должен был отличиться как знаток хадисов, но, несмотря на свои широкие научные достижения, он предпочел оставаться в тени своего учителя и друга аль-Ираки. Действительно, аль-Ираки полагался на аль-Хайсами в ведении многих своих дел и выдал замуж за него свою дочь. Он обучал его определённой области изучения хадисов — заваид, и аль-Хайсами должен был добиться отличия в этой области и создать в ней очень ценные работы.
Аль-Хайсами умер 19 рамадана 807 года хиджры, что соответствует 1405 году.

## Богословская деятельность
Аль-Хайсами был образцом религиозной преданности и в серьёзном подходе к изучению хадисов. Он мало заботился о мирских делах, посвятив себя изучению хадисов и общаясь только с знатоками хадисов. Пока аль-Ираки был жив, он преподавал хадисы в его присутствии. Точно так же аль-Ираки редко изучал хадисы без аль-Хайсами. Но после смерти аль-Ираки его искали многие студенты, которые хотели читать под его руководством. Он учил без колебаний, но без каких-либо личных различий. Многие ученые хвалят его за смирение, доброжелательность и преданность обучению. Ибн Хаджар аль-Аскаляни, который много изучал хадисы под руководством аль-Хайсами, описывает его как очень доброго, крайне критически относящегося к любому, кто занимается практикой, неприемлемой для ислама, но при этом он был чрезвычайно терпим, когда дело доходило до личных обид. Когда другие ученики аль-Ираки неоднократно пытались рассердить его, он просто терпел их без особых жалоб.
Хотя многие ученые упоминают его преданность своему учителю, проявляя к нему большое уважение во всех ситуациях, все согласны с тем, что его собственные знания были широкими и что он отличился большими достижениями в изучении хадисов. Они также согласны с тем, что он был очень предан в своём поклонении, очень благочестив и очень добр в отношениях с другими людьми.
Аль-Хайсами отличился в особой области изучения хадисов, которая называется заваид, что в лингвистическом смысле означает «прибавление или увеличение». Это сравнительное исследование, целью которого является определение всех хадисов, которые перечислены в сборнике выдающегося знатока хадисов, но не перечислены ни в одном из шести основных сборников хадисов. Это очень полезно для тех, кто изучает хадисы, потому что он определяет для них, какие хадисы им необходимо изучить из любого конкретного собрания, если они уже выучили шесть основных. Более того, многие из этих сборников, из которых аль-Хайсами извлек заваид, не упорядочены по тематике фикха, в то время как аль-Хайсами организовал их на этой основе, что упрощает поиск. Таким образом, его работа была очень ценна для хадисоведов.
В целом аль-Хайсами извлек заваиды из аль-Муснада Ахмада ибн Ханбаля, а также из собрания аль-Баззара, Сахиха Ибн Хиббана, аль-Муснада Абу Ялы, а также трех сборников, названных аль-Муджам ат-Табарани, а затем собрал всё это и перечислил в одном объемном труде, который он назвал Маджма‘ аз-заваид ва манба‘ аль-фаваид. Он отказался от всех цепочек передачи и расположил свою книгу в соответствии с темами фикха. Он оценил каждый хадис, указывая, какие из них являются достоверными, а какие нет. В качестве альтернативы он мог бы упомянуть имена рассказчиков, которые были допрошены или сочтены ненадежными. Не все оценки аль-Хайсами были приемлемы для более поздних исследователей хадисов. Книга была издана в 10 томах в Каире около 70 лет назад, но совсем недавно Дар аль-Фикр опубликовал новое аннотированное издание в Бейруте (Ливан).
Отсутствие цепочек передачи, оправданное краткостью, было сочтено недостатком в этой работе, но она остается большой энциклопедией хадисов. За это аль-Хайсами хвалили его современники и более поздние ученые.

## Труды
- Маджма‘ аз-заваид ва манба‘ аль-фаваид,
- Маварид аз-зам’ан иля заваид Ибн Хиббан,
- Кашф аль-астар ‘ан заваид аль-Баззар,
- Аль-Максад аль-‘али фи заваид Аби Я‘ля аль-Маусили,
- Гая аль-максад фи заваид аль-муснад и др.